# Бессмертие души
Бессме́ртие души́ — религиозная и философская концепция, согласно которой внутреннее «я» человека, его личность, душа или дух не умирает одновременно со смертью тела, а продолжает существовать в иной форме.
Учение о бессмертии души известно с глубокой древности; его находят во всех древних мифологиях и у большинства первобытных народов; его, в той или иной форме, исповедуют все мировые религии. В философии идею бессмертия души разделяет спиритуалистическое учение, согласно которому дух человека является самобытным началом или субстанцией.